# Jeanna Högberg

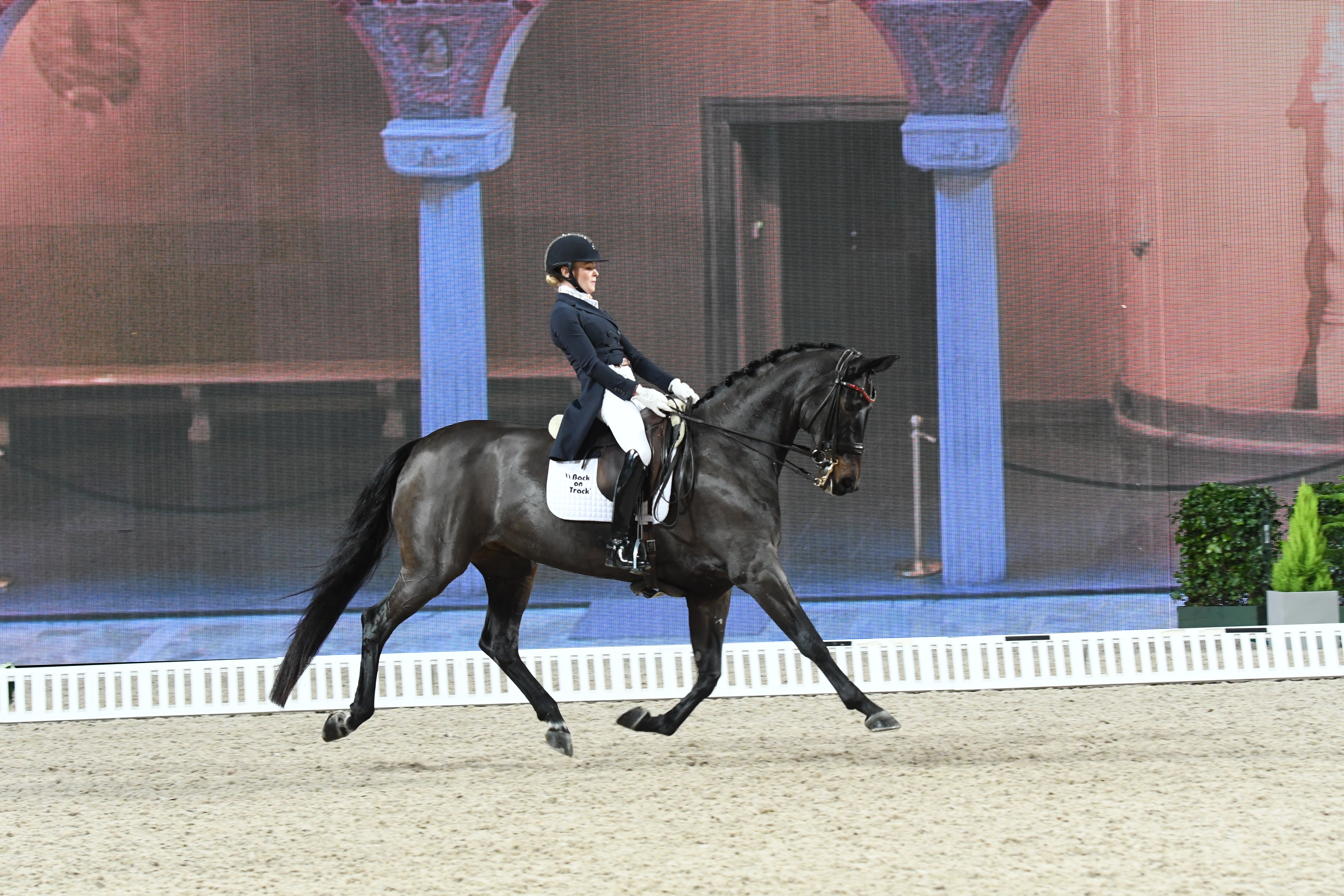
Jeanna Högberg, här med JH’s Daenerys under Nationell dressyr PFS Kür (Dressage Power Future Stars) vid Sweden International Horse Show 2018.

Jeanna Högberg, född 16 juni 1982, är en svensk dressyrryttare. Hon har tillsammans med hästen Darcia  gjort en  internationell tävlingskarriär under 2014. I deras 3:e start någonsin i Grand Prix red ekipaget ihop en silvermedalj på de Svenska Mästerskapet i Dressyr i maj 2014.Därefter tog Jeanna Högberg klivet upp i den svenska A-truppen och representerade Sverige i Nations Cup i Aachen i juli 2014. Under sensommaren togs de ut till att representera Sverige under VM i Normandie, Frankrike (World Equestrian Games). VM blev den unga hästen Darcias 7:e start någonsin i Grand Prix. 